# Nikola Vasiljević (calciatore 1996)
Nikola Vasiljević (in serbo Никола Васиљевић?; Niš, 24 giugno 1996) è un calciatore serbo, portiere del Javor Ivanjica.

## Palmarès

### Club

#### Competizioni nazionali
- Coppa di Serbia: 1

Stella Rossa: 2022-2023
- Campionato serbo: 1

Stella Rossa: 2022-2023